# Ueneg (mitologia)

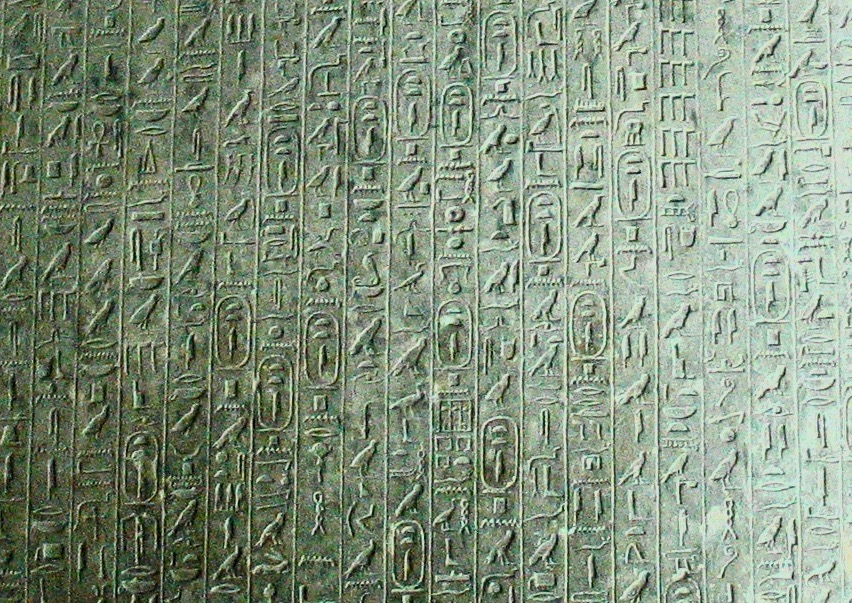
Esempio di "Testi delle piramidi" di un faraone della VI dinastia egizia: Ueneg è noto grazie a simili iscrizioni dell'epoca.

Ueneg (anche Uneg) è una divinità egizia appartenente alla religione dell'antico Egitto. Era un dio del cielo e della morte e un figlio del dio-sole Ra. È apprezzabile solamente attraverso testi dell'Antico Regno; dai non molti riferimenti si evince che sarebbe stato venerato come un garante dell'ordine cosmico (come la dea Maat, altra figlia di Ra): ruolo cui avrebbe adempiuto sorreggendo il cielo e impedendo alle forze del caos di abbattersi sull'umanità. In almeno un'occasione è descritto come giudice degli altri dèi, probabilmente come amministratore delle leggi cosmiche di suo padre Ra.

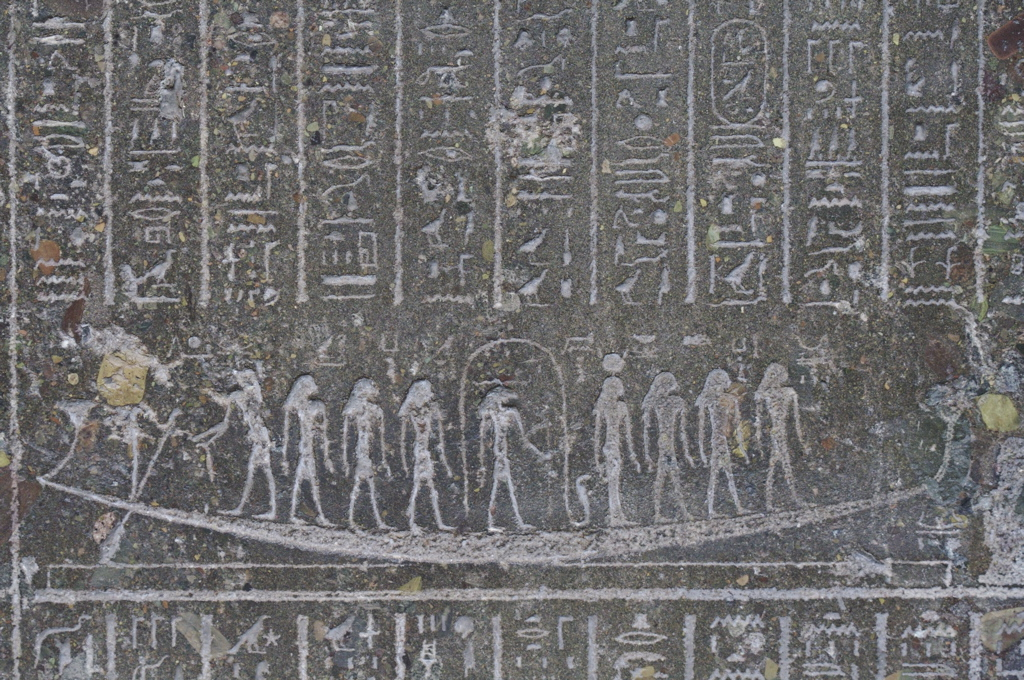
La barca solare del dio Ra, incisa su un reperto al British Museum di Londra. I "Testi delle piramidi" indicano Ueneg come una delle numerosissime divinità a bordo di essa.

## Caratteristiche e attestazioni
Il primo riferimento noto a un dio di nome Ueneg compare in una formula da una raccolta di "Testi delle piramidi" risalenti alla VI dinastia egizia (XXIV - XXII secolo a.C.), dove egli è descritto sia come un dio della morte che come un re defunto; è chiamato "Figlio di Ra". Il testo contiene diverse preghiere che, con il consueto linguaggio oscuro dei "Testi", avrebbero dovuto assicurare al faraone trapassato un viaggio sicuro attraverso il cielo, sulla barca celeste di Ra. Il defunto è designato con il termine "Ueneg". 
(Testi delle piramidi, 363, colonna 607 c-d)
(Testi delle piramidi, 476, colonna 952 a-d)
Ueneg come dio è sparsamente attestato. Compare unicamente in un'altra formula dei "Testi delle piramidi" della VI dinastia, dove è comparato e assimilato al dio del cielo Shu. Il suo nome è altrimenti noto solo grazie a un faraone omonimo della II dinastia egizia, la posizione cronologica e la durata del regno del quale sono incerte. 